# Ruysdaelkade 11-25
Het complex Ruysdaelkade 11-25 bestaat uit gebouwen aan de Ruysdaelkade in De Pijp te Amsterdam-Zuid. Het is een van de vier gemeentemonumenten aan de kade, het Moppesgebouw niet meegerekend. Het complex staat op een hoek, waarbij de Ruysdaelkade, die begint als gewone straat aansluiting vindt bij de Boerenwetering om daar als kade verder te gaan.
De huizen zijn gebouwd volgens een ontwerp van architect J.F. Schutte, wiens voornaamste broodwinning kwam uit de makelaardij. Het vermoeden bestaat dat hij dit blok had gekocht om het zelf te exploiteren. In de bestemming van de gebouwen is sinds de bouw niets veranderd. De gebouwen dienen tot woonhuizen. Schutte ontwierp de gebouwen in een niet te benoemen stijl. Hij gebruikte allerlei stijlelementen, hetgeen in de architectuur (net als in andere kunststromingen) aangeduid wordt met eclecticisme. Zo zijn aan de gebouwen lisenen en hoofdgestellen te zien, net als balkons. Dat laatste is opmerkelijk voor woningen in de Oude Pijp, waar de straten meestal te smal waren voor toepassing van balkons.
Het blok kent drie bijzonderheden:
- woningen aan de Ruysdaelkade hebben een luxer uiterlijk meegekregen dan andere gebouwen in de Oude Pijp;
- Koning Willem III der Nederlanden was aanwezig bij de leg van de eerste steen, net als mevrouw H.M. Schutte-Wenz, waarschijnlijk de vrouw van makelaar/architect;
- kunstenaar Carel Willink woonde en werkte in het hoekpand op nr. 15; dat nu uitkijkt op het kleine Carel Willinkplantsoen.